# Skaergaardita
La skaergaardita és un mineral de la classe dels elements natius. Nom donat per la intrusió de Skaergaard en l'àrea de Kangerlussuaq, Groenlàndia oriental.

## Classificació
La skaergaardita es troba classificada en el grup 1.AG.45 segons la classificació de Nickel-Strunz (1 per a Elements; A per a Metalls i aliatges intermetàl·lics i G per a Aliatges metàl·lics PGE; el nombre 45 correspon a la posició del mineral dins del grup). En la classificació de Dana el mineral es troba al grup 1.2.3.2 (1 per a Elements natius i aliatges i 2 per a Metalls del grup del platí i aliatges; 3 i 2 corresponen a la posició del mineral dins del grup).

## Característiques
La skaergaardita és un mineral de fórmula química PdCu. Cristal·litza en el sistema isomètric.

## Formació i jaciments
S'ha descrit a l'Àsia, Europa i Amèrica del Nord.
En tholeitic gabre associat amb plagioclasa, clinopiroxè, ortopiroxè, ilmenita i magnetita riques en titani i faialita, que són els constituents de la roca ígnia, a més d'aquests s'han trobat petites quantitats de minerals del grup del clorit: ferrosaponita, hornblenda, actinolita; minerals del grup de l'epidota: calcita, ankerita, apatita i baddeleyita… La skaergaardita estava formada per un aliatge ric en pal·ladi i coure, per exolució d'un sulfur de coure i ferro colat.